# Sthenelais verruculosa
Sthenelais verruculosa är en ringmaskart som beskrevs av Johnson 1897. Sthenelais verruculosa ingår i släktet Sthenelais och familjen Sigalionidae. Inga underarter finns listade i Catalogue of Life.